# Performance-маркетинг
Рerformance-маркетинг (от англ. performance-based marketing) — это концепция интернет-маркетинга, цель которой — достижение конкретных, финансово измеримых бизнес-результатов (KPI) в максимально короткие сроки.
Концепция подразумевает интеграцию инструментов интернет-маркетинга в единую стратегию, исходя из целей и особенностей компании. Управление рerformance-стратегией ведется на базе сквозной аналитики в режиме реального времени.
Это классическая концепция американского performance-маркетинга. Его основная идея — любые инвестиции в маркетинг должны приносить измеримую отдачу, результат за каждый потраченный доллар.
Подробнее о каждой составляющей performance-маркетинга:

## Сквозная аналитика
Это анализ качественных и количественных данных бизнеса, позволяющий улучшать взаимодействие с имеющимися и потенциальными клиентами в интернете и решать маркетинговые задачи.
В рerformance-маркетинге сквозная аналитика присутствует на всех этапах работ: от стартового анализа для постановки целей и задач рerformance-стратегии до аналитики на каждом этапе воронки продаж по каждому рекламному каналу стратегии.

## Постановка целей
Отправная точка в разработке успешной рекламной кампании — постановка целей по концепции SMART. Performance-маркетинг работает непосредственно на продажи и косвенно на имиджевые цели. На основе цифровой аналитики, исходя из целей бизнеса, специалисты подбирают инструменты интернет-маркетинга, формируют единую стратегию, определяют сроки реализации, бюджет и KPI кампании, а результаты измеряют в полученной маржинальной прибыли.

## Построение комплексной стратегии
Это отбор самых эффективных для каждого конкретного бизнеса и сайта рекламных инструментов. С их помощью происходит привлечение пользователей на веб-ресурс, ведение каждого посетителя через всю воронку продаж, а также удержание и возврат на стадию конвертации — к повторной покупке, к статусу постоянного клиента компании.
Комплексная стратегия строится на данных глубокой веб-аналитики сайта, всех текущих рекламных онлайн-активностей, анализе конкретного бизнеса и особенностей отрасли в целом. Она работает на поставленные перед конкретным бизнесом цели, исчисляемые в деньгах. Каждая комплексная стратегия — индивидуальный продукт, исключающий шаблонные, универсальные решения. Составляющие стратегии работают в тесной взаимосвязи, на основе и под контролем цифровой аналитики, обеспечивая синергетический эффект.

## Реализация комплексной стратегии
Управление (отслеживание результатов и корректировка) рекламными каналами на всех этапах воронки продаж; происходит непрерывно и одновременно по всем условным этапам воронки:

## Охват и привлечение
Цель этапа — оповестить как можно больше пользователей о предложении и получить как можно больше целевого трафика на сайт, где эти посетителей сконвертируются в покупателей. На эту цель наиболее эффективно работают:
- поисковое продвижение,
- контекстная реклама,
- лидогенераторы,
- таргетированная реклама в социальных сетях,
- RTB,
- медийная реклама.

## Конверсия
Цель этапа — удержание и вовлечение целевого посетителя во взаимодействие с сайтом, чтобы подвести к целевым действиям: оставлению лида, заказа, а затем и к продаже товара или услуги. Основной инструмент интернет-маркетолога на данном этапе — юзабилити (удобство) сайта, может работать как на мгновенные продажи, так и на отложенный спрос.
На этапе конверсии возрастает роль комплексной аналитики, позволяющей через различные способы персонализации клиента отслеживать и связывать в единую систему его онлайн-активность и прямые коммуникации с компанией (звонки и личные визиты офис, письма на email и т. п.), источником которых стал сайт и/или интернет-реклама. На основе этих данных принимаются решения по реализации стратегии: подключении, отключении, корректировки рекламных каналов. Такая аналитика называется сквозной, так как отслеживает полный путь клиента от просмотра рекламы до покупки, проходя сквозь все этапы воронки продаж.

## Возвращение
Большинство компаний стремится к увеличению «времени жизни клиента» — периода, в течение которого человек или бизнес является клиентом компании. Соответственно увеличивается и пожизненная ценность клиента (англ. Customer Lifetime Value, СLV) — общий объём продаж или суммарная прибыль, которую приносит клиент за все время работы с компанией.
Работа по возвращению клиентов на сайт ведется не только после продажи, но и на предыдущих этапах воронки. Находить и возвращать потенциальных и состоявшихся клиентов из интернета позволяет периодическое напоминание о бренде с помощью различных рекламных каналов и инструментов:
- ретаргетинг,
- SMM,
- email-рассылки,
- SМS-рассылки,
- контент-маркетинг.

## Измерение эффективности
Действуя в тесной привязке к бизнес-целям, рerformance-маркетинг предлагает измерять эффективность рекламы в таких показателях, как:
- ROI (Return On Investment) — возврат инвестиций (вернулись ли деньги, вложенные в рекламу, и сколько эти вложения позволили заработать). Расчитывается как (доходы - себестоимость продукта или услуги)/общая сумма потраченная на рекламу ( общая сумма инвестиций) *100%;
- ROAS (Return On Advertising Spend) — возврат инвестиций относительно рекламных затрат. Расчитывается как соотношение общей ценности конверсии ( целевого действия на сайте , обычно это покупка ) к затратам на рекламу.
- ROMI (Return On Marketing Investment) — возврат инвестиций относительно рекламных затрат. Расчитывается как соотношение расходов на Рекламную кампанию к Расходам на неё. Рассчитывается как (доходы от рекламы - затраты на рекламу)/затраты на рекламу *100% ;
- CLV (Customer Lifetime Value) — прибыль, полученная с покупателя за все время его пребывания в статусе клиента компании;
- CRV (Customer Referral Value) — материальная выгода, которую приносит текущий клиент, рекомендуя бренд другим людям.

Все эти показатели выражаются в материальных, экономически значимых для бизнеса единицах — деньгах. Кроме KPI, установленных для стратегии в целом, ведется оценка эффективности каждого рекламного канала — отслеживается коэффициент окупаемости, влияющий на распределение рекламного бюджета.